# Guy (film)
Pour les articles homonymes, voir Guy.
Pour plus de détails, voir Fiche technique et Distribution.
Guy est un film français réalisé par Alex Lutz, sorti en 2018.
À la fois comédie dramatique, faux documentaire et film musical, ce long métrage a notamment remporté le César du meilleur acteur et le César de la meilleure musique originale en 2019.

## Synopsis
Gauthier, jeune journaliste, apprend par sa mère qu'il serait le fils illégitime de Guy Jamet, un chanteur de variétés très connu entre les années 1960 et 1990. Alors que Guy tente un retour avec un album de reprises et une tournée, Gauthier décide de le suivre et de le filmer, dans sa vie quotidienne et ses concerts en province pour en faire un documentaire.

## Fiche technique
Sauf indication contraire, les informations mentionnées dans cette section peuvent être confirmées par la base de données cinématographiques IMDb,  présente dans la section « Liens externes ».
- Titre original : Guy
- Réalisation : Alex Lutz
- Scénario : Alex Lutz, Thibault Segouin et Anaïs Deban
- Musique originale : Vincent Blanchard et Romain Greffe
- Montage : Alexandre Donot et Alexandre Westphal
- Décors : Pascal Le Guellec
- Costumes : Amandine Cros
- Photographie : Mathieu Le Bothlan
- Sociétés de production : Iliade & Films, coproduit par JMD Production et Studio Canal
- Société de distribution : Apollo Films (France)
- Budget : 3,3 millions d'euros
- Pays d’origine :  France
- Langue originale : français
- Format : couleur (partiellement en noir et blanc) - 1,85:1
- Genre : comédie dramatique, faux documentaire, film musical
- Durée : 101 minutes
- Dates de sortie :
  - France : mai 2018 (clôture de la semaine de la critique au festival de Cannes 2018[1]) ; 29 août 2018 (sortie nationale)

## Distribution
- Alex Lutz : Guy Jamet
- Tom Dingler : Gauthier
- Pascale Arbillot : Sophie Ravel
- Nicole Calfan : Stéphanie Madhani, l'attachée de presse
- Dani : Anne-Marie
- Élodie Bouchez : Anne-Marie, jeune
- Brigitte Roüan : la mère de Gauthier
- Bruno Sanches : Frédéric, le fils de Guy
- Stéphan Wojtowicz : Bernard Kazine
- Patrick de Valette : Grand Duc
- Julie Arnold : Nathalie, la conseillère de la région PACA
- Vincent Heden : le webmaster de Guy
- Marina Hands : une chanteuse (interprète de Passionnément)
- Nicole Ferroni : Juliette, la chroniqueuse d'Europe 1
- Anne Marivin : la présentatrice de Virgin Radio
- Julien Clerc : lui-même
- Michel Drucker : lui-même
- Alessandra Sublet : elle-même
- Sarah Suco : Sara
- Marie Berto : la passante du pont
- Cécile Rebboah : la médecin de famille
- David Salles : le clochard
- Catherine Hosmalin : l'amie en backstage

## Production
Le tournage débute en juin 2017 à Paris et Aix-en-Provence.

## Bande originale
La musique du film est composée par Vincent Blanchard et Romain Greffe. Ils ont écrit des chansons de variétés du chanteur fictif Guy Jamet incarné par Alex Lutz.
Alex Lutz fait des reprises de deux titres préexistants : Slow Dancing with the Moon (francisé en Un slow avec la lune) écrite par Mac Davis et Je reviendrai à Montréal de Robert Charlebois. On peut également entendre d'autres chansons dans le film : Boys Will Be Boys (Duncan Sisters), Never Forget Who You Are (Philippe Briand, Gabriel Saban), Don't Wake Me Up (Jonathan Feurich, Maximilian Peter Nikolaus Schunk, Steven Bashir), Deeper Blue (Joseph Gileadi), Stroboscopic (Pierre Terrasse) et Aerodynabeat (Guillaume Tetzieff, OC Banks).
| 1.  | Dadidou                      | Guy Jamet (Alex Lutz) et Anne-Marie                 | 2:39 |
| 2.  | Je t'attendrai               | Guy Jamet                                           | 2:10 |
| 3.  | Homme et femme               | Guy Jamet                                           | 2:56 |
| 4.  | Daddy                        | Guy Jamet                                           | 3:53 |
| 5.  | Sans un regard               | Guy Jamet                                           | 3:15 |
| 6.  | Cara mia                     | Guy Jamet                                           | 2:26 |
| 7.  | Dadidou 2018                 | Guy Jamet feat. Anne-Marie (Dani et Élodie Bouchez) | 3:33 |
| 8.  | Daddy 2018                   | Guy Jamet feat. Anne-Marie (Dani et Élodie Bouchez) | 3:49 |
| 9.  | Caresse                      | Guy Jamet                                           | 4:33 |
| 10. | Passionnément                | Guy Jamet feat. Katya Langoff (Marina Hands)        | 3:49 |
| 11. | Déesse de mes rêves éveillés | Guy Jamet                                           | 3:41 |
| 12. | Dadidou 2017                 | Guy Jamet et Janet                                  | 2:40 |
| 13. | Daddy 2017                   | Guy Jamet                                           | 4:00 |
| 14. | Caresse 2017                 | Guy Jamet                                           | 4:31 |
| 15. | Dadidou final                | Vincent Blanchard et Romain Greffe                  | 2:34 |

Les paroles des titres 1, 2, 3, 5 et 11 sont de Vincent Blanchard, celles des pistes 4, 9 et 10 sont dues aux coscénaristes, Thibault Segouin et Anaïs Deban qui signent également l'adaptation française de Slow Dancing with the Moon (devenue pour le film Un slow avec la lune).

## Accueil

### Accueil critique
Guy reçoit un accueil généralement très positif de la part de la critique. En se basant sur l'analyse de 28 titres de presse, Allociné propose une note moyenne de 3,8/5.

### Box-office
Sur l'ensemble des premières séances parisiennes du 29 août 2018, Guy connaît le deuxième meilleur démarrage de la semaine avec 1 017 entrées sur 22 salles, légèrement derrière Burning (1 050 entrées sur 17 écrans). Par comparaison, Alex Lutz n'avait réuni que 426 spectateurs pour les premières séances parisiennes de son film précédent, Le Talent de mes amis. Sur l'ensemble du pays, Guy réalise le troisième meilleur démarrage pour sa première journée d'exploitation, avec 16 486 entrées, derrière les blockbusters américains Kin : Le Commencement et 22 Miles.
| Pays ou région | Box-office      | Date d'arrêt du box-office | Nombre de semaines |
| -------------- | --------------- | -------------------------- | ------------------ |
| France         | 175 884 entrées | 30 octobre 2018            | 9                  |
| Total mondial  | 1 257 937 $     | -                          | -                  |

### Distinctions
Sauf indication contraire, les informations mentionnées dans cette section peuvent être confirmées par les bases de données cinématographiques IMDb et Allociné,  présentes dans la section « Liens externes ».

#### Récompenses
- Prix Lumières 2019[9],[10] :
  - Prix Lumières du meilleur acteur pour Alex Lutz
  - Prix Lumières de la meilleure musique pour Vincent Blanchard et Romain Greffe
- César 2019 :
  - César du meilleur acteur pour Alex Lutz
  - César de la meilleure musique originale pour Vincent Blanchard et Romain Greffe[11]

#### Nominations
- Globe de cristal 2019 :
  - Globe de cristal du meilleur film de comédie
  - Globe de cristal du meilleur acteur dans une comédie pour Alex Lutz
- Prix Lumières 2019 : Prix Lumières du meilleur film
- César 2019 :
  - César du meilleur film
  - César du meilleur réalisateur pour Alex Lutz
  - César du meilleur scénario original pour Alex Lutz, Anaïs Deban et Thibault Segouin
  - César du meilleur son pour Yves-Marie Omnès, Antoine Baudouin et Stéphane Thiébaut

#### Sélections
- Festival de Cannes 2018 : film de clôture de la Semaine de la critique (hors compétition)
- Festival du film de Cabourg - Journées romantiques 2018 : sélection Panorama (en compétition pour le prix du public)

## Sortie vidéo
Le film sort le 9 janvier 2019 en DVD, avec quatre scènes coupées proposées en bonus.